# Pomeroy Wood
Pomeroy Wood je lokalita poblíž města Honiton v anglickém hrabství Devon, buď římská pevnost, nebo pochodový tábor, archeologické výzkumy se ukázaly jako neprůkazné. Nachází se na SY1399.  
Jiný zdroj uvádí, že šlo o římskou vojenskou základnu a římsko-britskou civilní osadu. 

## Časové zařazení
Vojenská základna byla pravděpodobně založena v 60. letech 1. století a opuštěna přibližně po dvaceti letech. Pevnosti i osada leží na sever i na jih od silnice A30.  

## Popis
Pevnost je malá, s vnitřní plochou přibližně 0.3 hektaru, jde tedy spíše o pevnůstku. Obrana pevnůstky spočívala ve dvou rovnoběžných příkopech, vykopaných 1,5 až 2 metry od sebe, které chránily plochu 75 m x 10 m. Na vykopané jižní straně už nic nenaznačuje, kde býval vstup.
Poloha na významné římské silnici napovídá, že její funkce byla s touto cestou nějak spojena.

## Archeologický průzkum
Vykopávky v Pomeroy Wood v letech 1997-1998 před úpravami silnice A30 ukázaly sedm fází aktivity od prehistorického období přes dobu římskou až po současnou.
Byla tam objevena věž, sýpka a dvě studny z 1. století. K objevům z té doby patří například brusné kameny, žernovy, malé množství skla a široká škála střepů z nádob. Zkoumány byly pozůstatky hmyzu a rostlin, pyl a dřevěné uhlí, většinou ze studní.
Biologické nálezy naznačují, že posádku tvořila jednotka kavalérie.
Osídlením při silnicích se zabýval Fitzpatrick et al. 1999), Pomeroy Wood zde zmíněn.
Římskou základnou v Pomeroy Wood se v souvislosti s pracemi na silnici A30 zabýval i John. P. Salvatore.
Terra sigillata nalezená v Pomeroy Wood je vystavena  na webových stránkách Study Group for Roman Pottery . 